# Волоховы
Волоховы — древний дворянский род.
При подаче документов (1686), для внесения рода в Бархатную книгу, была предоставлена родословная роспись Волоховых и царская вотчинная жалованная грамота Александру Григорьевичу Волохову на половину сельца Волохово в Тешиловском стане Каширского уезда (1623), документы предоставлены за подписью Кузьмы Волохова.
В конце XIX века существуют лишь дворяне Волоховы, записанные во II и III частях родословной книги по личным заслугам.

## Происхождение и история рода
В Родословной книге из собрания князя М. А. Оболенского записано: Род Сорокоумовых. У Михаила Сорокоума сын Глеб, а от Глеба — Глебовы, Волоховы, Кошкаровы, Беленицыны.
Еска Волохов послан в Кафу к «консулу кафскому» (1475). Матвей Иванович и по видимому его сыновья Фёдор и Пётр Матвеевичи владели поместьями в Шелонской пятине (около 1498).
Дмитрий Андреевич служил по Новгороду и зачислен в состав московского дворянства (1550). Дмитрий Иванович Волохов, новгородский помещик, пожалован Иваном Грозным поместьем в Московском уезде (1550). Сергей Горяинович владел поместьем в Каширском уезде (1555). Залешанин (Замша) Никифорович и Иван Александрович поручились по князю Серебряному (1565), первый из них голова в Литовском походе (1576), пристав у папского посла Антония Поссевина (1581), 2-й воевода на Двине (1583—1584), к этому же времени относится постройка им Архангельска, воевода в Вязьме (1590). Захар Иванович поручился по князю Мстиславскому (1571), владел поместьем в Шелонской пятине. Никифор и Горяин Григорьевичи владели поместьями в Московском уезде (ранее 1573). Григорий Сергеевич служил по Кашире (1578—1590). Афанасий Волохов сын боярский (1581). Никифору Волохову поручено сопровождать из Москвы в обратный путь папского посла, знаменитого иезуита Поссевина (1582). Василий и Пётр Волоховы вкладчики Суздальского Евфимиева монастыря (1584). Третьяк Яковлевич владел отцовским поместьем в Тульском уезде (1587).
Василиса Волохова (иногда ошибочно называется Марьей) — мамка Святого царевича Дмитрия углицкого, сына Ивана Грозного, участвовавшая, по преданию, вместе со своим сыном Осипом в убийстве царевича (15 мая 1591), за что в тот же день Осип предан был смерти жителями Углича.
Никита и Дмитрий Леонтьевичи служили по Ряжску казачьими атаманами и владели поместьями (1597). Андрей Прокофьевич вёрстан новичным окладом по Мурому (1597).
Пронка Евстафьевич владел поместьем в Воронежском уезде (1615). Нехороший Иванович владел поместьем в Суздальском уезде (1640-х).
Трое представителей рода владели имениями (1699).

## Известные представители
- Волохов Степан — ратный голова (1611).
- Волохов Андрей Афанасьевич — воевода в Мангазее (1625-1627), московский дворянин (1627-1640), голова у патриарших стольников (1633).
- Волохов Андрей Афанасьевич — письменный голова, воевода в Тобольске (1635-1639).
- Волохов Исай Александрович — жилец (1636).
- Волохов Игнатий Андреевич — стряпчий, отправлен (1668) из Москвы для усмирения мятежников-старообрядцев засевших в Соловецком монастыре[7], воевода в Сумском остроге (1669-1672), Терках (1675), владел поместьем в Московском уезде (с 1646), его вдова Федора владела поместьем в Алексинском уезде, которое завещала своему племяннику Богдану Яковлевичу Савёлову.
- Волохов Кузьма Иванович — жилец (1676), женат на можайской помещице Татьяне Фёдоровне Осеиной.
- Волоховы: Афанасий и Степан Ивановичи, Максим Васильевич — московские дворяне (1658-1677).
- Волохов Иван Афанасьевич — стольник царицы Прасковьи Фёдоровны (1692), владел поместьем в Суздальском уезде.
- Волохов Иван Афанасьевич — стольник Петра I[2][6][8].